# Верхний Колоб
Верхний Колоб (авар. ТӀасаколоб) — село в Шамильском районе Дагестана. Входит в состав сельского поселения «Сельсовет „Кахибский“».

## Географическое положение
Расположено в 10 км к юго-востоку от районного центра села Хебда, на левом берегу реки Згуртляр.

## Население
| 1926 | 1939 | 1970 | 1989 | 2002 | 2010 | 2021 |
| ---- | ---- | ---- | ---- | ---- | ---- | ---- |
| 102  | ↗182 | ↘98  | ↘80  | ↗81  | ↗82  | ↘72  |

## История
В 1961 году большая часть населения в плановом порядке была переселена в посёлок Ленинкент.